# Порт просмотра
Порт просмо́тра (англ. Viewport, видовой порт, окно просмотра) — понятие в трёхмерной компьютерной графике, которое описывает двухмерный прямоугольник в трёхмерном пространстве, служащий для проекции трёхмерной сцены на позицию виртуальной камеры; при этом порт просмотра фактически выступает как объектив виртуальной камеры.
Схожим смыслом обладает понятие порта просмотра в двухмерной графике — окно или другая область, через которую можно просматривать изображение. Например, окно браузера, выступая в роли порта просмотра, позволяет увидеть веб-страницу целиком, несмотря на то, что она может быть по размерам значительно больше экрана.